# サクラビア成城
サクラビア成城（サクラビアせいじょう）とは東京都世田谷区成城に存在する老人ホーム。

## 概要
運営はセコムと森ビルが出資するプライムステージ。
名称の由来は桜と、古代ローマの「聖なる道」（ヴィア・サクラ）から。
超高級老人ホームとされており、多額の入居金に加えて毎月多額の料金が必要となるが、施設や受けられるサービスの内容もそれに応じて充実している。